# Гернет, Михаил Николаевич
Михаи́л Никола́евич Герне́т (12 [24] июля 1874, Ардатов, Симбирская губерния, Российская империя — 16 января 1953, Москва, СССР) — российский и советский учёный-правовед, криминолог и специалист по уголовно-исполнительному праву, доктор юридических наук, профессор, Заслуженный деятель науки РСФСР. Старший брат известного педагога-математика Надежды Николаевны Гернет. 

## Биография
Родился в городе Ардатове Симбирской губернии в семье титулярного советника Александра Николаевича Гернета, происходившего из дворянского рода Гернетов. Отец с юношеских лет примкнул к революционерам и Ардатов был местом его ссылки.

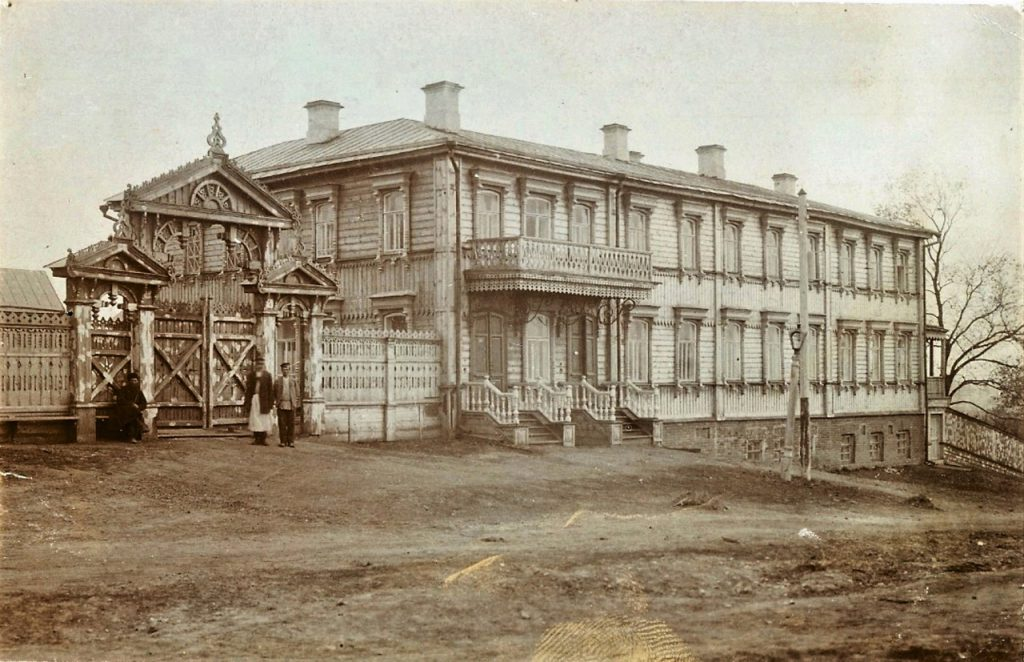
Симбирск, улица Льва Толстого, 6.
Дом семьи Гернетов (утрачен).

В 1886 году начал учиться в Алатырской гимназии, но уже с января 1887 года стал учеником гимназии в Симбирске, куда был переведён его отец — на должность помощника управляющего Симбирской удельной конторой.
Окончив гимназию, в 1893 году продолжил учёбу на юридическом факультете Московского университета. Во время учёбы в университете участвовал в работе Симбирского (позже — Сибирского) землячества. Был избран представителем своего землячества в Союзном совете (Съезд всех землячеств). Редактировал нелегальный студенческий журнал «Свободный голос». Принял участие в забастовке студентов Московского университета в 1896 году, за что был отчислен, но восстановлен в том же году. Вместе с А. И. Яковлевым организовал кружок по изучению «Капитала» Карла Маркса и 7 ноября 1897 года у него был произведён обыск, но доказательств революционной деятельности найдено не было.
В 1897 году окончил университет одним из лучших выпускников факультета. За общие академические успехи и свою дипломную работу «О влиянии юного возраста на уголовную ответственность» был удостоен золотой медали. Был рекомендован для оставления при университете для подготовки к профессорскому званию по кафедре уголовного права. Однако против кандидатуры Гернета активно возражал московский обер-полицмейстер, указывавший на его участие в студенческих волнениях.
По окончании университета, работая помощником присяжного поверенного, опубликовал свою первую научную работу — «Вопросы адвокатской этики». В 1898 году был удостоен стипендии Ушакова. В 1899 году на юридическом факультете Московского университета был создан «Криминальный музей», заведующим которого в скором времени стал Михаил Гернет, который преобразовал его в «Музей уголовного права». Одновременно он читал в университете курс лекций «Учение о факторах преступности». Принимал участие в деятельности Международного союза криминалистов.
Владел немецким, французским и итальянским языками. В 1902 году получил звание приват-доцента и предпринял путешествие за границу, занимался в семинарии Листа в Берлине, слушал лекции Тарда в Париже, Ферри и Ломброзо в Риме. Читал в Высшей школе социальных наук в Париже и Новом свободном университете в Брюсселе. В 1903 году в Париже у него родился сын Михаил.
В 1906 году под редакцией М. Н. Гернета, О. Б. Гольдовского, И. Н. Сахарова вышел сборник статей «Против смертной казни», а затем так же под редакцией Гернета издан сборник «Мнения русских криминалистов о смертной казни» (переведён на французский язык в 1910). В 1909 году была напечатана монография М. Н. Гернета «Смертная казнь». В 1906 году защитил диссертацию «Социальные факторы преступности» и получил степень магистра права. В феврале 1909 года совместно с Н. Н. Полянским, князем П. Д. Долгоруким и Б. И. Сыромятниковым подал документы на регистрацию «Лиги борьбы против смертной казни», в регистрации которой было отказано.
До 1911 года читал в Московском университете курс уголовного права. Вёл активную работу со студентами по рассмотрению уголовных дел на спецсеминарах (рассмотрено около 100 тыс. дел народных судов), которые стали первыми криминологическими семинарами в русском университете. По итогам работы в 1908—1909 гг. М. Н. Гернет подготовил и издал пять сборников студенческих работ под общим названием «Семинарий по уголовному праву».
Принял участие в студенческой сходке, связанной с увольнением ректора Московского университета А. А. Мануйлова и множества преподавателей и в знак протеста в 1911 году покинул университет. В том же году его избрали профессором уголовного права Петербургского психоневрологического института.
В 1914 году он выпустил ещё одну свою монографию — «Преступление и борьба с ним в связи с эволюцией общества», которая в 1916 году была удостоена премии Академии наук.
С 28 апреля 1917 года Гернет был назначен к присутствованию в Уголовном кассационном департаменте Правительствующего Сената.
В 1918 году стал профессором юридического факультета 1-го МГУ. С 1919 года по 1931 год совмещал научную деятельность с общественно-политической: работал профессором кафедры уголовного права и возглавлял работу в Музее Криминологии 1-го МГУ; заведовал отделом Моральной статистики ЦСУ РСФСР-СССР и консультантом Наркомпроса. В 1920-х годах входил в редакционную коллегию журнала «Право и жизнь». Принимал участие в написании комментария к Уголовному кодексу РСФСР; был автором ряда статей для Большой советской энциклопедии («Дуэль», «Жандармерия», «Зерентуй», «Каторга», «Мальцевская каторжная тюрьма») и для Энциклопедического словаря Гранат.
В 1925 году по его инициативе был создан Государственный институт по изучению преступности и преступника при НКВД СССР, сотрудником которого он стал.
С 1931 года он преподавал в Московском юридическом институте, откуда, полностью потеряв зрение, ушёл в 1942 году. Герцензон в предисловии к 1-му тому «Истории царской тюрьмы» указывал, что «уже в начале 20-х годов зрение М. Н. Гернета сильно ослабло… В конце 20-х годов М. Н. Гернет жаловался, что почти не различает силуэта своего собеседника, а в начале 30-х годов М. Н. Гернет окончательно ослеп». Тем не менее М. Н. Гернет не прекратил своей научной и публицистической деятельности, опубликовав несколько фундаментальных работ, тексты которых надиктовывал стенографисткам.
Среди его учеников: П. В. Всесвятский, А. Н. Трайнин, Х. М. Чарыхов, А. А. Герцензон.
Умер в Москве 16 января 1953 года. Похоронен на Введенском кладбище (23 уч.).

## Заслуги и награды
В 1928 году получил звание заслуженного деятеля науки РСФСР (первый среди российских юристов) за «большие заслуги перед советским народом и социалистическим государством» в связи с 30-летием научно-педагогической деятельности. В 1936 году ему была присуждена учёная степень доктора государственных и правовых наук АН СССР без защиты диссертации.
В связи с 70-летием со дня рождения 28 июля 1944 года он был награждён орденом Трудового Красного Знамени, в 1946 году получил медаль «За доблестный труд».
М. Н. Гернет является автором более 350 научных трудов в области криминологии, уголовного права, уголовной статистики, пенитенциарного права. Самая значительная его работа — «История царской тюрьмы» в пяти томах, за которую в 1947 году он получил Сталинскую премию.